# El eclipse
L'eclisse (El eclipse) es una película italiana de 1962 dirigida por Michelangelo Antonioni. Protagonizada por Alain Delon, Monica Vitti y Francisco Rabal en los papeles principales. 
Es la conclusión de la trilogía informal de Antonioni sobre el "malestar moderno" encabezada en 1960 por La aventura, y La noche en 1961.

## Argumento
La película cuenta la historia de una joven mujer, Vittoria (Monica Vitti) que rompe con su novio Riccardo (Francisco Rabal) para marcharse con otro hombre (Alain Delon). Este film despliega el tema de la incomunicación humana en las grandes ciudades posmodernas.

## Comentarios
Con esta película, Antonioni alcanza la apoteosis de su estilo modernista, retomando sus temas favoritos: el distanciamiento humano y la dificultad de encontrar conexiones en un mundo cada vez más mecanizado.